# Alberto Perez
Alberto „Beto” Perez (ur. 15 marca 1970) – tancerz i choreograf pochodzenia kolumbijskiego, zamieszkały w Miami w Stanach Zjednoczonych. W latach 90. XX w. stworzył program Zumba fitness, w którego zajęciach w 185 krajach świata uczestniczy tygodniowo 14 milionów osób w 160 tysiącach ośrodków.

## Życiorys

### Początki
Alberto Perez postanowił zostać tancerzem w wieku 7 lat. Jako nastolatek uczył tańca i występował w klubach nocnych. Pewnego razu jako 17-letni instruktor aerobiku w Cali w Kolumbii zapomniał zabrać na zajęcia płyt z muzyką i był zmuszony improwizować do jedynej posiadanej przy sobie kasety – latynoskich rytmów salsy i merengue. Sukces tych zajęć przesądził o dalszej karierze: zrozumiał, że nikt dotąd nie łączył tańca z fitnessem, a uczniom się to połączenie bardzo podobało.

### Stany Zjednoczone
W wieku 29 lat, w 1999, wyjechał do USA. Przez 2 lata uczył w klubach sportowych w Miami prowadząc 22 zajęcia tygodniowo. Na jedne z tych zajęć uczęszczała matka jego przyszłego wspólnika Alberto Perlmana, z którym następnie od 2001 promował Zumbę, początkowo poprzez sprzedaż DVD. Działali wówczas jako osobne podmioty (Alberto Aghion i Alberto Perlman jako Zumba Productions, LLC, oraz Alberto Perez jako Zumba Beto Enterprises, LLC), zaś w 2006 utworzyli wspólną firmę Zumba Fitness, LLC, która w 2012 zatrudniała już 250 osób.

### Kariera artystyczna
Beto Perez występował z wokalistami takimi jak Mara (Mara Prada), Claudia Leitte, Don Omar czy Wyclef Jean.
Był choreografem (w latach 90.) i osobistym trenerem Shakiry po narodzinach jej dziecka (2013). Shakira ćwiczyła też Zumbę w czasie ciąży, aby zapobiec przybraniu na masie.
Wraz z Maggie Greenwood-Robinson jest autorem książki „Zumba®: Ditch the Workout, Join the Party! The Zumba Weight Loss Program”.

## Filozofia
W przeciwieństwie do dotychczasowego nacisku na ciężką pracę i ból przy ćwiczeniach fizycznych (no pain, no gain), filozofią Zumby jest uśmiech, dobra zabawa i przyjemne spędzanie czasu. Alberto Perez chce, aby ludzie polubili wszystko co robią, nawet ćwiczenia fizyczne, aby wszyscy tańczyli, mieli powód do uśmiechu i dobrze się czuli, i aby jak najwięcej osób dołączyło do społeczności Zumby poprzez udział w zajęciach. Kiedy na początku kariery chciał, aby wszyscy ludzie poznali Zumbę, nie spodziewał się, w jak bardzo pozytywny sposób wpłynie na życie ludzi. Uważa się przede wszystkim za instruktora. Chce, aby po jego śmierci ludzie nadal tańczyli Zumbę.
Kluczem do dobrego samopoczucia dla niego samego jest słuchanie ulubionej muzyki przez cały dzień. Na jego playliście znajdują się utwory artystów, z którymi współpracował, lub tworzących muzykę dla Zumby, np. „El Jefe” (Daddy Yankee), „Danza Kuduro” (Don Omar), „Crazy Love” (Mara), „Caipirinha”, czy „Historia” (Wyclef Jean).
Jest zdania, że ponieważ świat jest teraz połączony, przyszłością muzyki także jest fuzja, połączenie różnych stylów. Jego marzeniem jest produkcja filmu, musicalu w broadwayowskim stylu, o jego życiu i Zumbie.

## Nagrody
Alberto Perez otrzymał nagrodę innowatora roku 2013 od Hispanicize 2013 Latinovator Awards, wyróżniającego innowatorów pochodzenia latynoskiego. Znalazł się na 27. miejscu na liście 100 najbardziej wpływowych osób w świecie zdrowia i fitnessu 2012 roku i 82. miejscu w 2013 roku według rankingu Greatist.com.
Wraz z Alberto Perlmanem i Alberto Aghionem jest współzałożycielem firmy Zumba Fitness LLC, która została firmą roku 2012 czasopisma biznesowego Inc. oraz otrzymała nagrodę dla wizjonera w dziedzinie fitness The John McCarthy Industry Visionary Award od IHRSA (The International Health, Racquet & Sports club Association).